# Polynoe tentaculata
Polynoe tentaculata är en ringmaskart som beskrevs av Jean Louis Armand de Quatrefages de Bréau 1866. Polynoe tentaculata ingår i släktet Polynoe och familjen Polynoidae. Inga underarter finns listade i Catalogue of Life.